# Filippo Caruso
Filippo Caruso (Casole Bruzio, 24 agosto 1884 – Roma, 12 settembre 1979) è stato un generale e partigiano italiano, insignito di Medaglia d'oro al valor militare a vivente nel corso della seconda guerra mondiale, comandante del Fronte clandestino di resistenza dei carabinieri noto come "Banda Caruso". Decorato anche di Medaglie di bronzo al valor militare.

## Biografia
Nacque a Casole Bruzio, piccola località della Presila cosentina, il 24 agosto 1884,  in seno a una famiglia borghese con tradizioni militari e risorgimentali. 

### La carriera militare
Iniziò la carriera militare nel 1905, arruolandosi nel Regio Esercito come sottotenente di complemento nel 44º Reggimento fanteria. Dopo aver frequentato i corsi presso la Regia Accademia Militare di Fanteria e Cavalleria di Modena, passò in servizio permanente effettivo nel 1909, in forza al 18º Reggimento fanteria, con cui combatté in Libia nella guerra italo-turca (1911-12).
Rientrato in patria con la promozione al grado di tenente, nel 1914 fu trasferito nell'Arma dei Carabinieri. Prese parte alla prima guerra mondiale, combattendo in seno alla 11ª Divisione sul medio corso dell'Isonzo e poi con la 114ª Sezione presso il Comando Supremo.  Promosso capitano nel 1917, combatté con la 26ª Divisione, distinguendosi poi nell'avanzata su Trento e Bolzano dell'ottobre-novembre 1918. Al termine della guerra risultava decorato con due Medaglie di bronzo al valor militare e con un Encomio solenne. Tra il dicembre 1918 e il luglio 1919 fu organizzatore del servizio territoriale dei Carabinieri dapprima in Alto Adige e poi in Dalmazia. Smobilitato in quel mese, fu nominato comandante di una Compagnia Carabinieri a Firenze, distinguendosi durante quei tumultuosi mesi in Toscana. Operò a Trieste in occasione della crisi di Fiume, ricevendo un secondo Encomio solenne per il suo comportamento in quel frangente.
Promosso maggiore nell'aprile del 1925, in forza alla Legione Carabinieri di Livorno, si laureò in giurisprudenza. Ritornato a Firenze, assunse il comando della Divisione interna dei Carabinieri, venendo promosso tenente colonnello, ricevendo un terzo Encomio solenne per i servizi resi. Tra l'ottobre 1931 e il settembre 1933 fu comandante del distaccamento Allievi Carabinieri di Torino. Dal settembre 1933 al gennaio 1935 fu al comando dei Carabinieri dell'Ispettorato generale di polizia in Sicilia. Nel luglio 1937 fu promosso colonnello, assumendo il comando della Legione CC di Ancona. Tra il febbraio 1940 e il settembre 1941 fu in servizio presso la III° Brigata Carabinieri, di cui fu comandante interinale. Trasferito a Roma nell'agosto 1941, divenne capo del personale e ispettore generale dei consorzi per il razionamento e la distribuzione delle carni alle F.F.A.A. ed alla popolazione civile presso il Ministero dell'agricoltura e delle foreste.
Nel gennaio 1942 fu promosso generale di brigata, in servizio a Roma presso la II° Divisione Carabinieri "Podgora", e nel marzo del 1943 venne congedato a domanda per limiti di età.

### Nella Resistenza
Dopo l'8 settembre 1943, giorno della fuga del re e dei vertici militari e di governo da Roma, benché in pensione, diede vita con i Carabinieri sfuggiti alla cattura dei tedeschi alla cosiddetta "Banda Caruso", unificando in novembre nel Fronte clandestino di resistenza dei carabinieri le diverse bande di Carabinieri dell'Italia centrale e alcuni civili  in reparti per la lotta antifascista nelle località occupate dai tedeschi. Arrestato dalla polizia tedesca il 25 maggio 1944 e rinchiuso nel carcere delle SS di via Tasso, resistette alle torture senza parlare (restò menomato e dichiarato "grande invalido di guerra") e riuscì a fuggire in extremis durante l'entrata nella Capitale delle truppe alleate.
Decorato di Medaglia d'oro al valor militare, dal luglio 1944 riprese nuovamente il servizio con compiti ispettivi nei riorganizzati reparti Carabinieri dell'Italia meridionale e nella 3ª Divisione Carabinieri "Ogaden".

### Nel dopoguerra
Finita la guerra, promosso generale di divisione per meriti di guerra, dal luglio 1946 comandò la 2ª Divisione Carabinieri "Podgora" e dall'aprile 1949 fu a disposizione del Ministero della difesa per incarichi speciali.
Fu collocato in congedo assoluto nell'aprile 1957 con il riconoscimento di "Grande invalido di guerra".
Si spense a Roma il 12 settembre 1979.

## Riconoscimenti
Al generale Filippo Caruso è intitolata la caserma del comando provinciale dell'Arma di Cosenza e le sezioni di Roma e Cosenza dell'Associazione nazionale carabinieri, così come una via a Roma ed una a Casole Bruzio. Il 168º corso allievi carabinieri ausiliari fu intitolato a lui.

## Opere
- L'arma dei carabinieri in Roma durante l'occupazione tedesca, Poligrafico dello Stato, Roma, 1949.

### Annotazioni
1. ↑  Fu arrestato in una trattoria di via "Attilio Regolo" insieme con il colonnello Caratti e il capitano dei carabinieri Gianola.

### Fonti
1. 1 2 3 4 5 6 7 8 9 10 11  Combattenti Liberazione.
2. 1 2 3 4 5 6 7 8 9 10 11  Carabinieri.
3. ↑  Portelli 1999, p. 167.
4. ↑  Andrea Galli, Carabinieri per la libertà,2016,p.44.
5. ↑  Quirinale - Scheda - visto 16 gennaio 2009
6. ↑  Registrato alla Corte dei Conti il 19 luglio 1949 – Esercito registro 21, foglio 359.
7. ↑  Bollettino ufficiale 15 gennaio 1948, dispensa 1ª, registrato alla Corte dei conti lì 10 novembre 1944, registro 1, foglio 438.